# Paul Tillich
Paul Johannes Tillich (født 20. august 1886 i Starzeddel, Landkreis Guben i Brandenburg; død 22. oktober 1965 i Chicago, USA) var en tysk-amerikansk protestantisk teolog, dogmatiker og religionsfilosof.
Tillich hører med Karl Barth, Dietrich Bonhoeffer, Rudolf Bultmann og Karl Rahner til kredsen af indflydelsesrige tyske teologer i første halvdel af det 20. århundrede.
Han var filosofiprofessor i Frankfurt am Main, men blev afskediget i 1933 af nazisterne.
Hans udvandring til USA, og hans arbejde på Harvard University og University of Chicago lagde grunden til den opmærksomhed han fik, der også indebar en omfattende international sekundærlitteratur.
Han er især kendt for en såkaldt korrelationsmetode, efter hvilken det kristne budskab skal være svaret på tidens eksistentielle spørgsmål.

## Udvalgte værker
- Paul Tillich: The Courage To Be, 1952 ; dansk: Mod til livet, 1995 - ISBN 87-7457-174-5
- Paul Tillich: Dynamics of faith, 1957 ; dansk: Troens dynamik, 1970 - ISBN 87-16-00188-5
- Paul Tillich: Systematic Theology, 1-3, 1951-63